# Gedeon Ács
Gedeon Ács (n. 31 august 1819, Béllye; d. 12 noiembrie 1887, Csúza) a fost un scriitor, memorialist și revoluționar pașoptist maghiar. A fost fratele scriitorului și traducătorului Zsigmond Ács.